# 칠색조
| 번호: 250 | 타입: 불꽃 / 비행 | 진화하지 않음 |

《칠색조》(ホウオウ 호우오우[*], 영어: Ho-oh)는 포켓몬스터 시리즈에 등장하는 가공의 캐릭터(몬스터)이다.

## 특징
무지개빛, 혹은 경우에 따라서 황금빛으로 빛나는 신성한 위엄이 어린 봉황을 모티브로 만들어진 전설의 포켓몬이다. 성도지방 인주시티의 방울탑을 둥지로 삼다가 근처의 루기아가 서식하던 종탑이 불타버리자 그 곳에서 라이코, 앤테이, 스이쿤에게 새 생명을 주고는 오랜 세월동안 모습을 감추었다고 전해진다.
무지개색의 날개로 전 세계, 모든 지방의 하늘을 날고 있으며 날아간 자리에는 무지개가 생긴다고 알려진 신화속에 전해져 오는 포켓몬이다. 칠색조를 본 사람은 영원한 행복이 약속된다고 전해진다.
13번째 극장판이 개봉하기 전까지 유일하게 극장판에 나오지 않은 전설의 포켓몬이었으나, 포켓몬스터 하트골드·소울실버의 발매로 13번째 영화에 출연했었다. 《극장판 포켓몬스터: 너로 정했다!》에서 등장하게 되는 메인 전설의 포켓몬이다.
칠색조의 영어 이름 Ho-Oh는 봉황의 일칭이며, 거꾸로 해도 Ho-Oh다.
게임 내에서 성스러운불꽃이라는 불꽃타입 전용기술을 처음부터 배우고 있는데 이 기술을 맞으면 50% 확률로 화상을 입는다. 매우 사기라고 불린다.

## 애니메이션에서의 칠색조
《포켓몬스터》1화에서 지우가 처음 여행을 시작할 때, 마지막 부분에 하늘 너머로 날아가는 포켓몬이 칠색조이다. 지우는 포켓몬 도감으로 칠색조를 조사하려고 했지만, 도감에도 데이터가 들어있지 않았다. 이것 때문에 《포켓몬스터 금·은》이 나오기 전에 등장한 첫 번째 포켓몬으로 취급되기도 한다. 한편, 지우가 호연, 신오 지방으로 떠날 때 다시 출현하여 지우가 가야할 길을 알려주고 사라졌다.
《포켓몬스터》2화에서 지우가 포켓몬 센터에서 본 석판에 파이어, 썬더, 프리져, 윈디의 모습이 새겨져 있었는데, 지우는 석판에 새겨져 있는 프리져를 칠색조로 착각하였다.
이후 183화에서 지우가 인주시티의 불탄 탑에서 칠색조의 석판을 보고 알아본다. 애니메이션에서 등장하는 유빈은 칠색조를 만났던 사람들의 후손이다.
229화에서는 직접적으로  나오지는 않았지만 포켓몬들의 난동으로 엉망이 된 마을을 원래대로 돌려 놓는다.
이후 275화에서 지우가 칠색조가 호연지방 쪽으로 날아가는 것을 보거나 배틀 피라미드에서 기선에게 패한 뒤 한 번 보는 등 여러모로 지우의 길잡이가 되어 주었다.

## 그 외에서의 칠색조
- 극장판 《세레비 시간을 초월한 만남》의 최초의 장편 예고에 칠색조가 나온 장면이 있었지만, 본편에는 결국 나오지 않았다.
- 극장판 《뮤와 파동의 용사 루카리오》에서는 뮤가 칠색조로 변신한 모습이 나왔다.

- 2010년 극장판 포켓몬스터 영화의 예고편에 루기아와 함께 등장했다.

- 2020년 극장판 포켓몬스터 뮤츠의 역습 EVOLUTION에서 처음 하늘을 날아가는 포켓몬을 칠색조로 착각하는 사람들이 많지만 사실 그 포켓몬은 깨비드릴조이다.

## 같이 보기
- 포켓몬스터
- 포켓몬의 목록
- 루기아